# 全新的我
《全新的我》（英語：Brand New Me）是收錄在美國節奏藍調歌手艾莉西亞·凱斯在2012年發行的第五張專輯《烈火琴韻》裡的一首歌曲，做為專輯中第二首單曲，《全新的我》首次於2012年11月18日在電台上播出。這首歌為艾莉西亞·凱斯與蘇格蘭歌手兼作曲人艾蜜莉·珊黛所寫，是一首節奏比較輕的民歌。歌詞中描述一個人的成長與蛻變。艾莉西亞·凱斯在2012年的iTunes音樂祭和VH1 Storytellers等場合表演過這首歌曲。

## 歌曲
艾莉西亞·凱斯在2009年與身兼音樂製作人及饒舌歌手史威茲·畢茲結婚後，在接下來的3年中也經歷了許多活動。在接受告示牌的訪談中，凱斯提到她感覺她到了一個全新的境界，而發想要創作一張新的專輯及歌曲。2012年11月10日，《全新的我》被公布在凱斯的網站上，成為《烈火琴韻》中的第二章單曲，歌曲的音訊檔亦上傳到凱斯的官方VEVO頻道，在11月18日首次於電台播出。
《全新的我》是一首鋼琴民歌，作曲者為凱斯和蘇格蘭做曲家艾蜜莉·珊黛共同創作，她們在艾蜜莉·珊黛的專輯《Our Version of Events》已有合作過。歌詞上，凱斯不斷描述著成長與發展。Allmusic的Andy Kellman表示，凱斯將這首歌視為她的自傳。

## 音樂影片
《全新的我》的音樂影片於2012年12月17日在黑人娛樂電視台首播，導演為Diane Martel，影片主要是在描述凱斯在追尋的是自我發現。

## 現場演出
凱斯首次於2012年9月28日的iTunes音樂祭上表演這首歌曲，凱斯還在同一場演唱也唱了專輯內另一首新歌《錢非萬能》。10月16日，凱斯在紐約林肯中心的艾弗里·費雪廳裡的一場演唱會中表演這首歌曲。
凱斯公布她將會在2013年5月於英國舉行演唱會，並且確定《全新的我》會在演唱會的上演出。

## 製作人
錄音室
- 紐約：Oven Studios

人物
| - 製作、作曲、演唱、合聲、鋼琴－艾莉西亞·凱斯 - 作曲－艾蜜莉·珊黛 - 錄音－Ann Mincieli | - 混音－Manny Marroquin - 混音助理－Chris Galland - 助理工程師－Val Brathwaite、Ramon Rivas |

## 排行榜
| 排行榜                        | 最高排行 |
| ----------------------------- | -------- |
| 英國單曲排行榜                | 92       |
| 美國告示牌節奏藍調/嘻哈專輯榜 | 37       |

## 外部連結
- 全新的我在Allmusic上的頁面
- YouTube上的全新的我